# Mint Car
Singles de The Cure
The 13th
(1996) Gone!
(1996)
Clip vidéo
[vidéo] « Mint Car », sur YouTube
Pistes de Wild Mood Swings
Strange Attraction Jupiter Crash
Mint Car est une chanson du groupe The Cure figurant sur l'album Wild Mood Swings et sortie en single le 17 juin 1996.

## Contenu
Le single est sorti en deux versions avec des pochettes différentes. Suivant les éditions, la chanson Mint Car y apparaît sous l'un de ces trois remixes: Radio Mix, Electric Mix, Burskers Mix. Elle est accompagnée des titres inédits Home, Waiting et A Pink Dream,.
C'est l'ancien batteur du groupe All About Eve, Mark Price (en), qui joue sur Mint Car à la place de Jason Cooper.

## Clip
Le clip vidéo a été réalisé par Richard Heslop.

## Distinctions
Selon le magazine Les Inrockuptibles, Mint Car fait partie des 13 meilleures chansons de The Cure dans une liste établie en 2016.
En 2019, le journal anglais Evening Standard classe la chanson parmi les 15 meilleures du groupe.

## Classements hebdomadaires
| Classement (1996)                  | Meilleure place |
| ---------------------------------- | --------------- |
| Australie (ARIA)                   | 100             |
| Écosse (OCC)                       | 47              |
| États-Unis (Billboard Hot 100)     | 58              |
| États-Unis (Alternative Songs)     | 14              |
| Finlande (Suomen virallinen lista) | 20              |
| Royaume-Uni (UK Singles Chart)     | 31              |